# هنري سبيد
هنري سبيد (بالفرنسية: Henri Spade)‏ هو صحفي وكاتب وكاتب سيناريو فرنسي، ولد في 16 يوليو 1921 في الدائرة السادسة عشرة في باريس في فرنسا، وتوفي في 12 نوفمبر 2008 في باريس في فرنسا.

## وصلات خارجية
- هنري سبيد على موقع IMDb (الإنجليزية)
- هنري سبيد على موقع ميوزك برينز (الإنجليزية)
- هنري سبيد على موقع أول موفي (الإنجليزية)
- هنري سبيد على موقع قاعدة بيانات الأفلام السويدية (السويدية)
- هنري سبيد على موقع كينوبويسك (الروسية)